# Cellule ossintiche
Le cellule ossintiche (o oxintiche) - note anche come cellule parietali o cellule delomorfe o cellule chiare o cellule di rivestimento - sono cellule localizzate nel corpo e nel fondo gastrico. Sono responsabili della secrezione di acido cloridrico (HCl) e del fattore intrinseco di Castle e sottostanno a regolazione neuro-ormonale. In particolare acetilcolina, istamina e gastrina fungono da fattori stimolanti attraverso il legame rispettivamente con recettori M3, H2 e CCK-B/gastrina, mentre somatostatina, PGE (prostaglandina E), PGI (prostaglandina I) ed EGF (Epidermal Growth Factor) risultano i fattori inibitori.
Le cellule ossintiche sono oggetto di attacco autoimmunitario in una patologia chiamata gastrite cronica atrofica autoimmune. Tale condizione si caratterizza per la presenza in circolo di auto-Ab diretti contro le cellule parietali e ciò provoca un deficit di HCl e, soprattutto, di fattore intrinseco; nel paziente si verifica quindi la comparsa di anemia perniciosa, un'anemia megaloblastica da deficit di vitamina B12 (cobalamina), con eritrociti circolanti di dimensioni superiori alla norma (MCV>96 fL). Tale vitamina infatti, senza il legame col fattore intrinseco, non può essere assorbita dalle cellule enteriche e quindi viene persa con le feci.